# Добровода (Свентокшиське воєводство)
Добровода (пол. Dobrowoda) — село в Польщі, у гміні Бусько-Здруй Буського повіту Свентокшиського воєводства.
Населення — 473 особи (2011).
У 1975-1998 роках село належало до Келецького воєводства.

## Демографія
Демографічна структура на день 31 березня 2011 року:
|          | Загалом | Допрацездатний вік | Працездатний вік | Постпрацездатний вік |
| -------- | ------- | ------------------ | ---------------- | -------------------- |
| Чоловіки | 227     | 41                 | 161              | 25                   |
| Жінки    | 246     | 45                 | 144              | 57                   |
| Разом    | 473     | 86                 | 305              | 82                   |